# 安德里伊夫卡 (巴赫穆特區)
安德里伊夫卡（羅馬化：Andriivka）是乌克兰东部顿涅茨克州巴赫穆特區的被摧毀村庄。坐落于克利希伊夫卡西南偏南3.4公里和庫爾久米夫卡東北偏北3.5公里處。該村莊在2001年的人口为74人。村莊在俄罗斯入侵乌克兰期间被彻底摧毁。2022年11月30日，俄羅斯軍隊佔領安德里伊夫卡。2023年烏克蘭反攻期間，烏克蘭軍隊於2023年9月15日收復安德里伊夫卡。2024年5月23日，烏方證實俄軍重新控制該村。
1. ↑  https://news.am/eng/news/732799.html
2. ↑  https://www.politico.eu/article/russia-ukraine-war-andriivka-village-near-bakhmut-liberated/
3. ↑  https://www.telegraph.co.uk/world-news/2024/05/23/russia-ukraine-latest-blinken-missiles/